# 게리 굿리지
게리 굿리지(Gary Goodridge, 1965년 1월 17일 ~ )는 트리니다드 토바고-캐나다의 킥복싱, 종합격투기 선수다.

## 출생
트리니다드 토바고에서 태어났다. 후에 캐나다로 이주했지만 여전히 트리니다드 토바고 선수로 소개되고 있다. 그는 팔씨름대회에서 우승까지 한 경험있는 선수라 펀치력이 좋을 뿐만 아니라 투지가 있다. 그러나 나이가 많아 패배를 많이 기록한다.

## 입식 타격 전적
- 23전 10승 13패 (9 KO)

| 경기일자         | 상대                | 결과 | 내용    | 대회                                  |
| ---------------- | ------------------- | ---- | ------- | ------------------------------------- |
| 2007년 8월 5일   | 최홍만              | 패   | 1R KO   | K-1 월드 GP 2007 in hongkong          |
| 2007년 4월 29일  | 패트릭 배리         | 패   | 1R TKO  | K-1 월드 GP 2007 in hawaii            |
| 2006년 9월 30일  | 레미 본야스키       | 패   | 3R KO   | K-1 월드 GP 2006 final 16             |
| 2006년 8월 13일  | 카터 윌리암스       | 패   | 3R 판정 | K-1 월드 GP 2006 in Las Vegas         |
| 2006년 7월 30일  | 피터 아츠           | 패   | 3R 판정 | K-1 월드 GP 2006 in sapporo           |
| 2006년 4월 30일  | 할리드 아랍         | 패   | 3R KO   | K-1 월드 GP 2006 in Las Vegas         |
| 2006년 4월 30일  | 스캇 라이티         | 승   | 1R KO   | K-1 월드 GP 2006 in Las Vegas         |
| 2006년 4월 30일  | 켄고                | 승   | 1R KO   | K-1 월드 GP 2006 in Las Vegas         |
| 2006년 2월 28일  | 알렉세이 이그나쇼프 | 패   | 3R 판정 | K-1 fighting network 2006 in Budapest |
| 2005년 11월 19일 | 글라우베 페이토자   | 패   | 3R 판정 | K-1 월드 GP 2005 final                |
| 2005년 9월 23일  | 제롬 르 밴너        | 패   | 1R KO   | K-1 월드 GP 2005 final 16             |
| 2005년 7월 30일  | 후지모토 유스케     | 승   | 3R KO   | K-1 월드 GP 2005 in hawaii            |
| 2005년 7월 30일  | 카터 윌리암스       | 승   | 1R KO   | K-1 월드 GP 2005 in hawaii            |
| 2005년 7월 30일  | 웨슬리 코레이라     | 승   | 1R KO   | K-1 월드 GP 2005 in hawaii            |
| 2005년 4월 30일  | 글라우베 페이토자   | 패   | 1R KO   | K-1 월드 GP 2005 in Las Vegas         |
| 2005년 4월 30일  | 스캇 라이티         | 승   | 1R KO   | K-1 월드 GP 2005 in Las Vegas         |
| 2005년 4월 30일  | 션 오헤어           | 승   | 1R TKO  | K-1 월드 GP 2005 in Las Vegas         |
| 2004년 12월 31일 | 레이 세포           | 패   | 1R KO   | K-1 다이너마이트 2004                 |
| 2004년 12월 4일  | 시릴 아비디         | 승   | 1R KO   | K-1 월드 GP 2004 final                |
| 2004년 9월 25일  | 시알라모 실리가     | 패   | 1R KO   | K-1 월드 GP 2004 final 16             |
| 2004년 8월 7일   | 듀이 쿠퍼           | 승   | 3R 판정 | K-1 월드 GP 2004 in Las Vegas         |
| 2004년 6월 6일   | 피터 아츠           | 패   | 3R KO   | K-1 월드 GP 2004 in Nagoya            |
| 2004년 4월 30일  | 토아                | 승   | 1R KO   | K-1 월드 GP 2004 in Las Vegas         |

## 정보
186cm, 109kg의 체격조건을 지니고 있다. 프라이드FC, K-1을 거치며 오랜 기간 동안 여러 격투기 단체에서 활약해 왔다.

## 출연작품
- 고질라 Final Wars - 닉 役

## 타이틀
- K-1 미국 하와이 GP 2005 챔피언

## 같이 보기
- UFC 대회 목록